# ماهر بوليبار
ماهر بوليبار (مواليد 18 مايو 1994 في تونس) هو لاعب كرة قدم تونسي يجيد اللعب في مركز الجناح الأيسر وبدرجة أقل الجناح الأيمن. يلعب حالياً في نادي عرعر السعودي.

## روابط خارجية
- ماهر أبو الأبيار على موقع قاعدة بيانات كرة القدم.إي يو (الإنجليزية)